# 김태원 (음악인)
김태원(金泰源, 1965년 4월 12일 ~ )은 대한민국 록 밴드 부활의 구성원이다. 본관은 충주(忠州)이다.

## 생애

### 어린 시절과 초등학교 시절
1965년 김태원은 3남 2녀중 막내아들로 태어났다. 당시 운송업과 자전거 대여업을 운영하던 재력가인 할아버지 밑에서 유복하게 자라는 듯 했으나, 김태원이 초등학교에 입학할 무렵 항공업으로 사업을 확장하려다 실패하여 어려움을 겪게 된다. 김태원은 당시 부유층 자제들만 입학할 수 있었던 사립초등학교에 형들을 따라 가까스로 입학하였으나, 이미 집안은 어려워진 상태였다. 때문에 김태원은 교복을 물려입는 등의 이유로 따돌림을 당했다. 초등학교 1학년때 김태원은 숙제를 하지 않았다는 이유로 선생에게 따귀를 수도 없이 맞았고 이로 인해 정신적인 충격을 얻었다. 더불어 학교에 대한 혐오감도 갖게 된다. 학교에 가기 싫었던 그는 아침에 집을 나와 하교하는 시간까지 학교 주변을 맴돌았다. 그런 어린 시절 중 그를 즐겁게 했던 것은 그를 유난히 예뻐했던 아버지를 기다리는 설렘이었다.

### 중·고등학교 시절
중학교 3학년때 같은 반에 기타를 잘 치는 친구가 있었고 그 친구는 인기를 한몸에 받았다. 그런 멋진 친구에게 질투가 났던 김태원은 호기에 레드 제플린의〈Babe I'm gonna leave you〉을 6개월간 연습해서 친구들 앞에서 뽐내게 된다. 그 이후로 그는 고등학생이 되어서도 계속 기타와 인연을 쌓아갔다. 이와 함께 그의 기타실력에 소문도 퍼져나갔다. 그는 독학으로 기타를 배웠지만 좀 더 효율적으로 배우기 위해 기타 학원을 다니기도 했으나, 수준에 맞지 않는 수업에 곧 회의감을 느끼고 한달만에 그만뒀다. 그럼에도 김태원의 기타와 음악에 대한 열정은 식지 않았고 기타 여러대를 개조하다 망가뜨리기도 했다. 고등학교를 졸업한 후인 1980년대 초, 서대문구 영천시장 서대문악기사 지하의 연습실에서 시간당 4,000원으로 연습했다. 특히 김수철, 송골매, 배철수 등등 수많은 록 스타들이 이곳에서 연습한 적이 있어 김태원에게 더욱 의미가 큰 장소이기도 하다.
연습 끝에 1980년대에 김종서를 보컬로 영입하여 밴드 THE END를 결성하지만 끝내 인기몰이에는 실패했으며, 이를 계기로 김태원은 잠시 고민에 빠졌다.

### 졸업 후 음악활동
졸업 후 3대 기타리스트로 명성을 떨치던 김태원은 소문이 자자하던 김도균의 활동을 지켜보고 큰 감명을 받게 된다. 한편 강남에서는 신중현의 아들 신대철의 명성이 자자했다. 1985년 시나위의 신대철과, 부활의 김태원은 서로 같은 무대에서 겨룬 적이 있다. 부활은 게리 무어 스타일의 음악을 했고, 시나위는 오지 오스본같은 메탈 음악을 했는데, 부활은 악기의 수준이나 퍼포먼스 등에서 시나위에 큰 패배감을 느끼게 되어 김태원은 기타실력보다는 작곡으로 가야겠다는 생각을 하게 되고 음악적 변화를 겪는다. 1986년 부활, 백두산, 시나위가 모두 앨범을 냈으나, 백두산과 시나위는 메탈을 추구하고, 부활은 부드러운 발라드 성향의 음악을 하면서 다른 길을 걷는다. 부활과 활동해왔던 김종서는 1986년 탈퇴를 하여 시나위로 들어가 나름대로 큰 성공을 하지만, 부활은 어려움을 겪게 된다. 곧 새로운 보컬 이승철을 영입했는데 이승철의 외모가 록커답지 않게 곱상하다는 이유로 다른 멤버들이 반대하면서 영입에 어려움을 겪기도 했다. 김태원은 당시 김수철의 바이브레이션을 좋아했는데 이승철이 그와 비슷한 느낌을 갖고 있었기 때문에 이승철 영입을 강력히 추진했고 이승철도 고가의 장비를 사들고 가면서까지 부활에 들어가고 싶어했다. 이승철을 영입한 부활은 1986년 〈희야〉, 〈비와 당신의 이야기〉등으로 30만장 이상의 음반판매량을 기록하며 처음으로 크게 성공했다. 그러나 영광도 잠시, 1987년 대마초 사건으로 인해 2집 앨범은 결국 실패하고 만다. 이 부분에 관해서 김태원은 "많은 인기를 얻어 자만심 때문에 대마초에 더 빠져들었다"라고 고백했다. 설상가상으로 아내를 위해 만들었던 2집에 포함된 곡 〈회상3〉을 이승철이 〈마지막 콘서트〉라는 제목으로 편곡하여 솔로 활동으로 큰 인기를 얻게 되면서 김태원은 자신의 능력으로 인기를 끌지 못한 것에 대해 자괴감에도 빠진다.
부활은 계속 활동해오던 중 1993년 보컬 자리가 공석이 된 상황에서 김재기를 만나게 된다. 김태원의 초등학교 동창인 목사가 "불광동에 누군가 올 것"을 예견한 다음 날 김재기가 오디션을 보기 위해 부활 녹음실에 들어왔다. 김재기는 이어 `Love hurts`를 한 번 불렀고 그의 실력에 감탄한 김태원은 바로 그를 영입 하게 된다. 그러나 김재기는 3집 앨범 녹음중 불의의 교통사고로 사망했다. 이때 연습삼아서 단 한 번 불렀던 `사랑할수록`이 녹음되어 있었고 이를 그대로 앨범에 넣게 된다. 김태원은 "한 번에 녹음을 끝내는 사람은 김재기와 이소라밖에 본 적이 없다"면서 그의 실력을 극찬했다. 김재기가 참여한 `사랑할수록`이 포함된 앨범은 100만장 이상의 판매고를 올리며 큰 인기를 얻었다. 부활은 동생 김재희를 보컬로 영입해 활동했다. 이후 1997년 박완규가 부른 5집 《론리 나이트》의 인기를 끝으로 부활은 또 다시 침체기에 빠져든다. 어려움에 빠져있던 부활 김태원에게 2001년 이승철에게 결합 제의가 들어오고 14년만인 2002년 다시 재회하여 `네버 엔딩 스토리`로 또 다시 큰 인기를 얻게 되고 김태원은 KBS 가요대상 작사/작곡상을 수상하며 명예도 얻는다. 그러나 당시 장애를 가져 곱지 않은 시선이 있던 둘째 아이를 위해 부인과 아이는 필리핀으로 가서 생활했다. 그리고 김태원은 큰 인기에도 불구하고 정신적인 고통과 갈등을 겪었다. 장애를 가진 아이를 보고 깨달은 바가 있는 김태원은 그런 아이들을 위한 일을 앞으로 하고 싶다는 생각도 밝혔다. 우여곡절을 겪으면서도 큰 인기를 얻었고, 김태원은 "이승철을 빼고서는 부활을 이야기 할 수 없다", "부활이 없으면 이승철도 없다"며 서로의 영향력을 인정했다.
2012년 박완규와 발표한 <비밀>이라는 곡이 인기를 끌게되고
그후 정동하,정단,김동명 등의 보컬리스트들을 영입하여 <친구야 너는 아니>,<생각이나>,<아름다운 사실>,<꽃> 등의 노래를 발표했다. 최근에는 보컬 박완규를 재영입하여 <그림>이라는 곡을 발표한 바 있다

이전까지 김태원은 방송에 거의 출연하지 않았으나, 우연한 계기로 김구라를 통하여 예능에 입문하게 됐다. 평소에 독특한 화법을 구사했던 김태원을 눈여겨보던 김구라의 예능 출연 제의에 따라 2008년 《라디오 스타》에 출연하게 되고 방송 직후 검색어 순위에 오르는 등 큰 화제를 불러모았다. 그리고 긴 머리에 할머니 같은 외모로 '국민 할매'라는 별명도 얻게 된다. 이후 《남자의 자격》과, 《위대한 탄생》 등 활발한 예능활동을 통해 대중적인 인지도도 높였다. 특히 《위대한 탄생》에서는 날카로운 독설보다는 참가자들의 용기를 복돋아주는 멘토를 자청함으로써 시청자들의 호감을 샀고, 최종 결선 생방송에서 자신의 멘티 3명을 모두 상위권에 올려놓았고 백청강과, 이태권은 1, 2위를 차지했다.《위대한 탄생》에서 김태원의 활약은 그의 음악적 부분에 대한 관심도를 크게 올렸다. 김태원은 2012년부터 2013년까지 방영된 《위대한 탄생》 시즌 3에서도 자신의 멘티인 한동근을 우승시켜 또다시 맹활약을 펼쳤다.

### 이승철과의 관계
김태원은 부활의 보컬로 활동했던 이승철과 관계가 좋지 않은 것으로 잘 알려져 있다. 이승철은 어머니 연봉에 이르는 장비를 사서 부활에 들어갔다. 팀내 서열상 강압적인 분위기, 매니저와 김태원의 주먹구구식 팀 운영으로 인해 금전적 인간적 갈등이 불거졌다. 거기다 김태원의 대마초 사건도 터졌다. 그러면서 모두의 합의로 팀은 해체하기에 이른다. 그 후 2000년대에 들어 다시 모였고 `Never Ending Story (네버 엔딩 스토리)`는 큰 인기를 얻는다. 하지만 콘서트를 여는 과정에서 또다시 불화가 생긴다. 김태원은 이승철과 부활이 합동 콘서트를 했을 때 이승철은 자신과 부활이 각자 독립된 개체로 합동 콘서트를 펼치는 것이라고 생각한 반면에, 김태원은 이승철이 부활의 보컬로서 콘서트를 하는 것이라고 생각했다. 그러던중 콘서트 주최 측에서 공연 홍보를 위해 당시 부활보다 더 인기가 있었던 이승철의 이름을 앞에 넣어 ‘이승철 WITH 부활’이라며 홍보를 했던 것이 둘의 갈등을 깊게 만들었다. 또한 이승철은 공연 당일 인사를 똑바로 안했다는 이유로 부활 매니저에게 뺨을 맞았다. 부활 매니저는 공연 이름에서부터 출연료 등 이승철에게 여러 불만이 많았기 때문이라며 해명했다. 하지만 현재에 들어서는 그 오해를 푼 상태이며, 지금은 연락을 하면서 잘 지내고 있다고 한다.

### 음악에 대한 철학
김태원은 "음악에 대한 편견을 버려야 한다. 장르를 분리하고 고집하는 사람들은 덜 깨어있다. 음악에 대한 편견은 인종차별과 같다"라고 한 언론과의 인터뷰에서 말한 적이 있다.

## 음악 활동

### 작곡한 노래
- 〈비와 당신의 이야기〉

김태원이 예전 첫사랑을 생각하며 작사, 작곡한 곡이다.
- 〈회상 III〉

부활 2집 음반에 수록되어 있다.
노랫말에 나오는 "소녀"는 현재 김태원의 아내(이현주 여사님)를 가리킨다.
이승철이 부른 〈마지막 콘서트〉의 원곡이다.
- 〈사랑할수록〉

부활 역사상 가장 많이 팔린 음반.
부활 3집에 수록된 곡이다.
사연이 많은 곡이다.
- 〈아름다운 사실〉

2004년 김태원이 병원에 갔다가, 잦은 술로 인해 시한부 선고를 받고 직접 작사 및 작곡한 곡으로서,
유작의 성격이 강한 곡이다.
후에, 영화 《내 머리 속의 지우개》에 삽입되어 유명해진 곡이다.
이 노래를 처음 부른 보컬은 '정단'이다.
정단은 현재(2011년) 1인 그룹 '그린 페이스'으로 활동중이다.
- 〈Never Ending Story〉

2002년 가수 이승철이 부활의 보컬로 다시 들어가게 되면서 김태원은 새로운 노래를 쓰기 위하여 몇 달간 작업하였다.
하지만 3개월이 지나고, 계약기간이 끝나갈 무렵까지도 곡을 못 쓴 채 있었고, 가족에게 관심 가지는 것을 소홀히 하게 됐으며 그로 인해 그의 아내와 딸은 어느날 캐나다로 떠나버리게 된다.
그로부터 몇 주 뒤 한강을 지나고 있던 김태원은 그의 가족들을 생각하면서 네버엔딩 스토리의 가사를 써내려갔다.
"그리워하면 언젠가 만나게 되는 어느 영화와 같은 일들이 이뤄져가기를"이라는 부분은 가족에 대한 그리움을 쓴 가사이다.
스스로 쓴 가사에 자신도 놀랄 정도였다고 하며, 이 곡 덕분에 부활 & 이승철로 다시 한번 전성기를 누리게 된다.
네버엔딩 스토리의 intro 부분은 김태원의 딸이 당시에 좋아했던 애니메이션 백설공주의 음악이라고 한다.
- 영화광인 김태원은 영화 《I Love You》에 나온 모든 노래를 만들었다.
- Lonely Night (보컬 박완규)

부활 5집
- 비와 당신의 이야기 : 2002 부활 '새벽'
- 사랑해서 사랑해서

KBS 《해피선데이-남자의 자격》에서 직장인 밴드 대회를 대비하여 만든 곡.
- 생각이나

편지의 성격이 강한 곡. 남자의 자격 자전거 여행편에서 배경음악으로 깔렸고 보컬 정동하가 유명해진 계기라고 한다.
- 비밀

최초에 탤런트 윤상현에게 주기 위해 곡을 만들었으나, 거절당하고,
박완규와 재결합하여 2011년 발표. 한 때, 음원차트 1위를 했던 곡.
- 사랑해서 사랑해서

KBS《해피선데이-남자의 자격》에서 남자, 그리고 아마추어 미션때 직장인 밴드 대회에 출전하면서 만든 노래. 사실 김태원은 이미 프로 뮤지션이라 곡만 만들어 주고 나머지는 책임 프로듀서였다.
- 사랑
- 추억이면
- 사랑이라는 이름을 더하여

KBS《해피선데이-남자의 자격》 청춘 합창단에서 합창대회를 대비하여 만든 아카펠라 형식의 합창 곡.

### 참여 음반

#### 부활
| - 1986년 - Rock Will Never Die - 1987년 - Remember - 1989년 - The Best of Born Again - 1993년 - 기억상실 - 1995년 - 잡념에 관하여 - 1995년 - 이승철&부활 Joint Concert Part 1/2 - 1996년 - 이솝의 붓 - 1997년 - 불의 발견 - 1999년 - 이상(理想) 시선 | - 2000년 - Color - 2002년 - 새, 벽 - 2003년 - Over The Rainbow - 2005년 - 서정(抒情) - 2006년 - 사랑 - 2006년 - Live & Unplugged - 2009년 - Part 1 25th Anniversary: Retrospect - 2010년 - Part 2 25th Anniversary: Retrospect II - 2012년 - Purple Wave |

#### D.O.A.
- 2005 - Dead or Alive (Guitar Project Band)

#### 사운드트랙
- 영화 《아이 러브 유》 (2001년)
- 영화 《내 머리 속의 지우개》 (2004년)

#### 작사, 작곡
- 마야 "Good day and Good bye" - 작사, 작곡 (2003년)
- 백청강 "그리워져(feat.이희성)" - 작사, 작곡 (2012년)
- 이태권 "사랑에 떨어지다" - 작사, 작곡 (2012년)
- 손진영, 백청강, 이태권 "청춘을 위하여" - 작곡 (2012년)
- 장나라 "오월의 눈사람" - 작사, 작곡 (2011년)
- 엠씨 더 맥스 "사랑합니다" - 작사, 작곡 (2010년)

## 음악 외 활동

### TV

#### 시사교양
- 2014년 3월 31일 ~ 4월 4일 KBS 1TV 《인간극장 - 김태원의 소원》
- KBS 1TV 《생로병사의 비밀》

#### 예능
- KBS 《가족오락관》 (게스트)
- KBS 《해피선데이 - 남자의 자격》 (고정 출연)
- KBS 《신동엽 신봉선의 샴페인》 (고정 게스트)
- KBS 《개그콘서트》 - 분장실의 이선생님
- M.net 《the PUB》 (진행)
- MBC 《스타 오디션 위대한 탄생》 (심사위원, 멘토)
- MBC 《나 혼자 산다》 (고정 게스트)
- MBC 《위대한 유산》 (고정 멤버)
- MBN 《도시탈출 외인구단》 (고정 멤버)
- MBC 《마이 리틀 텔레비전》 (게스트)
- JTBC 《김제동의 톡투유 - 걱정 말아요! 그대》 (게스트)
- E채널 《내 딸의 남자들 : 아빠가 보고 있다》 (고정 게스트)
- KBS 《TV는 사랑을 싣고》 (게스트)
- TV조선 《내일은 국민가수》
- MBN 《헬로트로트》

#### 드라마
- 2010년 KBS: KBS 드라마 스페셜 연작 시리즈 《락 락 락》 (특별출연)
- 2012년 tvN: 《응답하라 1997》 - 노래방에서 노래 부르는 뒷태가 예쁜 남자 역 (특별출연)
- 2012년 MBC 월화시트콤 《엄마가 뭐길래》 (카메오 출연).
- 2016년 KBS 금요시트콤 《마음의 소리》 (특별출연)

### 라디오
- 2016년 ~ 2018년 MBC 표준FM 《원더풀 라디오 김태원입니다》 (진행)

### CF
- 1988년 해태음료 보리텐
- 1994년 현대자동차 엑센트
- 2009년 동서식품 핫초코 미떼
- 2010년 삼성증권
- 2010년 와이디온라인 클럽오디션
- 2011년 팔도 비빔면
- 2011년 삼성카드 S클래스
- 2011년 S-OIL (딸 김서현과 함께 출연)
- 2011년 청강문화산업대학
- 2011년 훌랄라치킨
- 2011년 양지사 양지다이어리
- 2011년 STL
- 2012년 AIA생명 뉴원스톱암보험
- 2012년 동성제약 버블비
- 2013년 라임덕
- 2021년 동아오츠카 이카리아 커피

### 영화
- 2017년 청춘 합창단 - 또 하나의 꿈

## 수상
- 2003년 KBS 가요대상 작사상
- 2003년 KBS 가요대상 작곡상
- 2009년 KBS 연예대상 최고 엔터테이너상
- 2009년 M.net 아시안 뮤직 어워드 록 음악상
- 2010년 제4회 M.net 20's Choice 가장 영향력 있는 스타 20인
- 2011년 KBS 연예대상 특별상
- 2011년 KBS 전국민합창대회 은상
- 2011년 대한민국국제구조대 세상을 밝게 만든 사람들 상
- 2011년 MBC 방송연예대상 쇼/버라이어티부문 남자 우수상
- 2012년 MBC 방송연예대상 버라이어티부문 특별상

## 경력
- 2011년 본스타트레이닝센터 원장 취임[21]

## 김태원을 연기한 배우
- 2010년 《락 락 락》, (KBS 2TV) 노민우 - 고등학생, 성인 김태원 역
- 2010년 《락 락 락》, (KBS 2TV) 윤상민 - 중학생 김태원 역 / 아역 배우

## 장비
- 깁슨 레스폴
- Y-Man 김태원 시그내쳐 모델
- Paul Geppetto Guitars 김태원 폴 제페토 기타[깨진 링크(과거 내용 찾기)]

## 같이 보기
- 스타 오디션 위대한 탄생

## 김태원의 관계
- 이용과 조규찬과 김경호랑 윤도현과 배기성과 엄정화랑 이소라랑 이은미랑 신효범과 관계다.